# Ingrid von Schweden

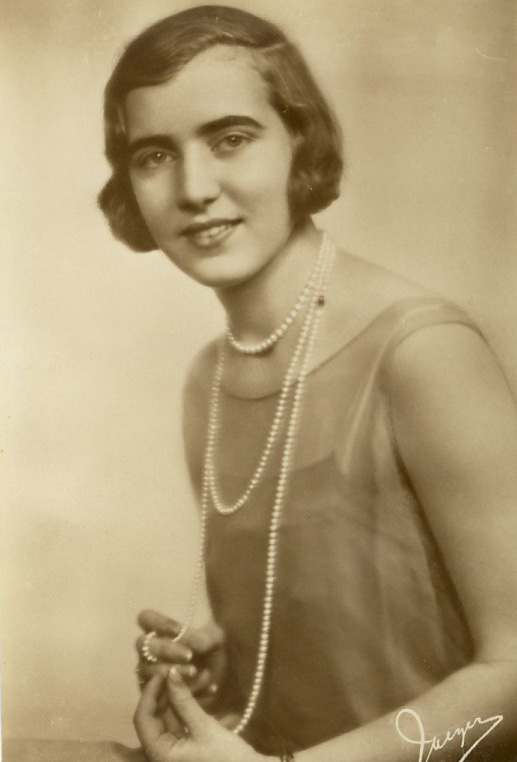
Königin Ingrid von Dänemark

Ingrid von Schweden (voller Name: Ingrid Victoria Sofia Louise Margareta von Schweden; * 28. März 1910 in Stockholm; † 7. November 2000 in Schloss Fredensborg) war die Tochter des schwedischen Königs Gustav VI. Adolf und der britischen Prinzessin Margaret von Connaught. Sie heiratete 1935 den späteren dänischen König Frederik IX. und war an seiner Seite von 1947 bis 1972 dänische Königin.

## Kindheit und Ausbildung

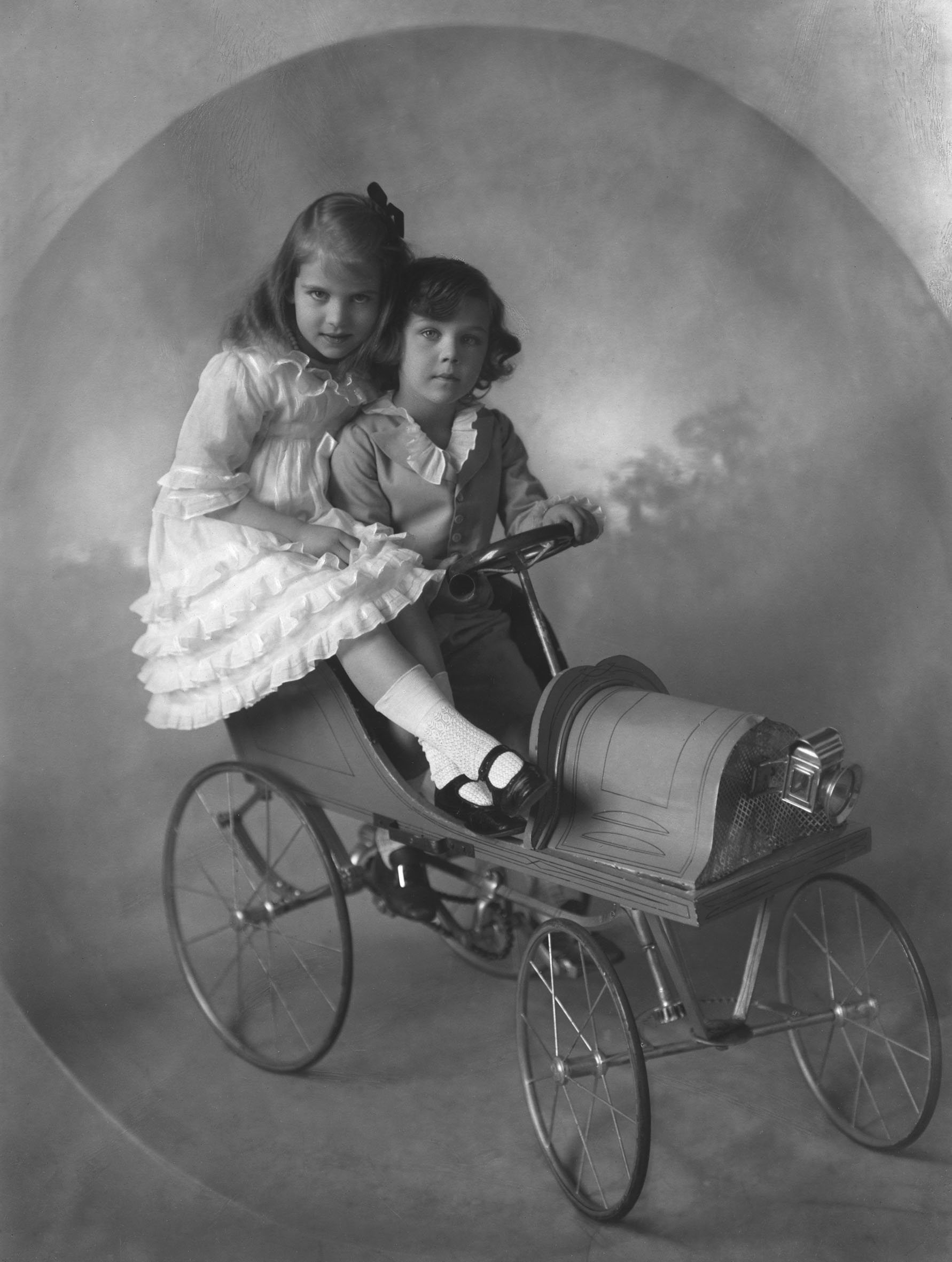
Prinzessin Ingrid und Bruder
Prinz Bertil (1912–1997) im Jahr 1916

Ingrid wurde am 28. März 1910 im Stockholmer Schloss geboren. Ihr Vater war Kronprinz Gustav Adolf von Schweden, ältester Sohn von König Gustav V. aus dessen Ehe mit Prinzessin Viktoria von Baden. Sie gehörte damit der seit 1818 in Schweden regierenden Dynastie Bernadotte an. Ingrids Mutter Margaret von Connaught war als Tochter des Prinzen Arthur eine Prinzessin von Großbritannien und Irland und Enkelin von Königin Victoria. 
Am 5. Mai 1910 wurde Ingrid in der Schlosskirche des Stockholmer Schlosses getauft. Ihre Paten waren ihre Großeltern König Gustav V. und Königin Victoria, ihre Urgroßmutter, die Königinmutter Sophia, ihre Großeltern Arthur, Duke of Connaught and Strathearn und Prinzessin Luise Margareta von Preußen, ihre Urgroßmutter Großherzogin Luise von Baden, Prinzessin Hilda von Nassau, Prinzessin Therese von Sachsen-Altenburg, Zarin Alexandra Fjodorowna von Russland, Prinzessin Alice, Countess of Athlone, Prinz Adalbert von Preußen und König Georg V. von Großbritannien.
Ihre Kindheit und Jugend verbrachte sie abwechselnd im Stockholmer Schloss, Schloss Ulriksdal und in der Sommerresidenz Schloss Sofiero in Südschweden. 1919 war sie eine der Brautjungfern auf der Hochzeit ihrer Tante Patricia mit Sir Alexander Ramsay. Im Mai 1920 starb Ingrids Mutter, die ihr sehr nahestand, an den Folgen einer Blutvergiftung, die sie sich nach der Operation einer verschleppten Mittelohrentzündung zugezogen hatte. 1923 heiratete ihr Vater Lady Louise Mountbatten, Tochter des Prinzen Ludwig von Battenberg und der Prinzessin Victoria von Hessen-Darmstadt. Louise, die an der Seite von Ingrids Vater 1950 Königin von Schweden wurde, konnte den Verlust nicht ersetzen. Ihr Bruder, der schwedische Erbprinz Gustav Adolf, kam 1947 bei dem Flugzeugunglück von Kastrup ums Leben.
Die Prinzessin galt in ihrer Jugend als sehr pflichtbewusst und ernst. Ingrid erhielt eine umfangreiche Ausbildung in Geschichte, Kunstgeschichte und Staatswissenschaften und lernte mehrere Sprachen. Sie interessierte sich auch für das Reiten, Skifahren und Tennis. Ihre Kenntnisse in Kunst und Kultur wurden durch längere Aufenthalte in Paris und Rom vertieft. Außerdem unternahm sie früh eine ausgedehnte Orientreise.

## Heirat und Kinder

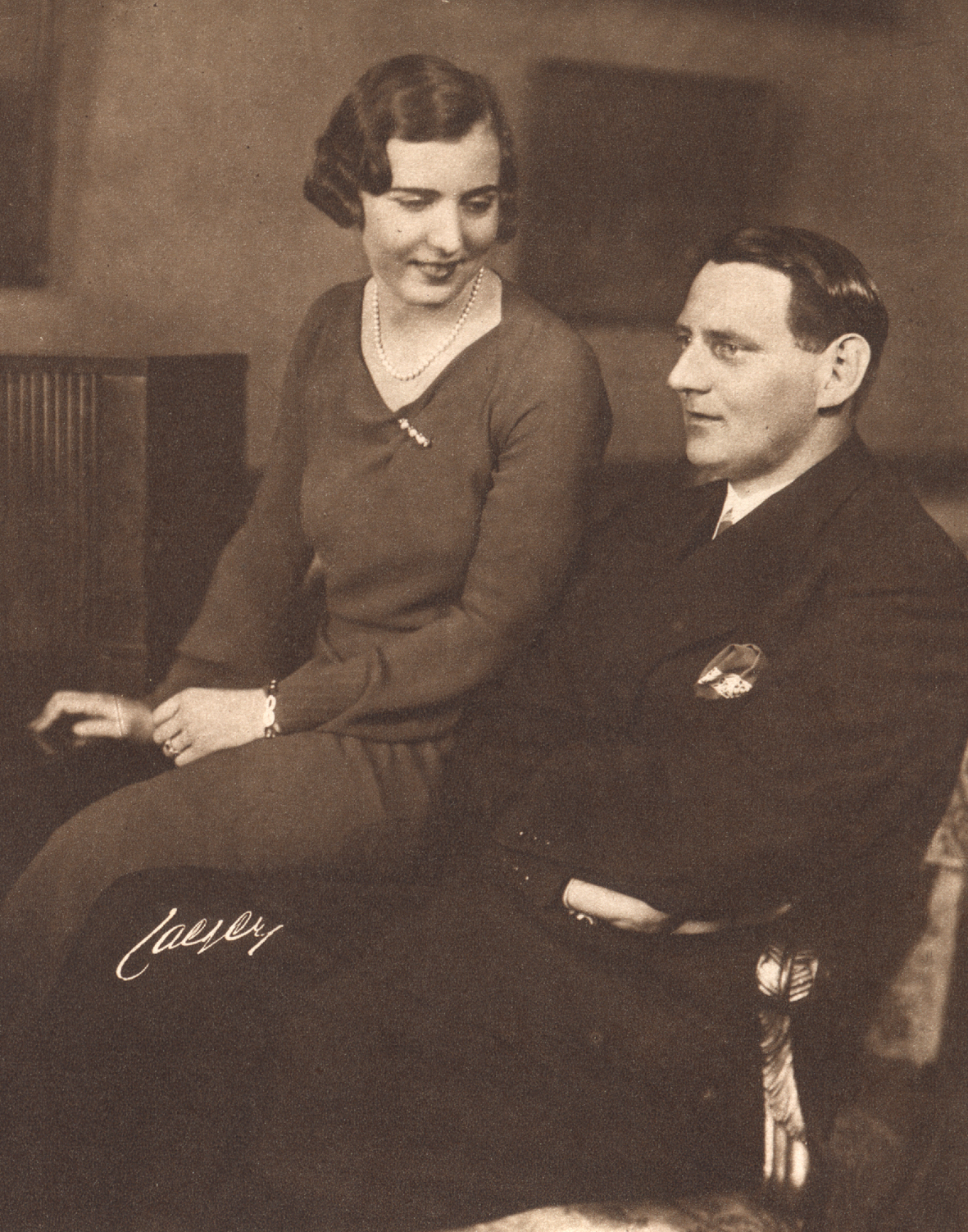
Ingrid von Schweden und Dänemarks Kronprinz Frederik als Verlobte, 1935

In den 1920er Jahren gab es viele Spekulationen darüber, wen Ingrid heiraten würde. Ihr Cousin zweiten Grades, der spätere König Eduard VIII., kam als Ehekandidat in Frage. 1928 traf sie ihn in London, doch aus dem Treffen ergab sich nichts.
Am 15. März 1935, einige Tage vor ihrem 25. Geburtstag, verlobte sie sich mit Kronprinz Frederik von Dänemark (1899–1972). Er war der älteste Sohn von König Christian X. von Dänemark und Königin Alexandrine. Das Paar heiratete am 24. Mai desselben Jahres in der Sankt Nikolai kyrka in Stockholm. Die Hochzeit war eines der größten Medienereignisse des Jahres. Unter den Hochzeitsgästen waren die Eltern des Bräutigams, König Christian X. und Königin Alexandrine,  König Leopold III. von Belgien und seine Frau Königin Astrid und das Kronprinzenpaar Olav und Märtha von Norwegen.
Die frisch Vermählten bezogen das Palais Brockdorff, das zum Gebäudeensemble des Schlosses Amalienborg gehört.
Ingrid und Frederik hatten zusammen drei Töchter:
- Königin Margrethe II. (* 16. April 1940), ⚭ Henri de Laborde de Monpezat
- Prinzessin Benedikte (* 29. April 1944), ⚭ Richard zu Sayn-Wittgenstein-Berleburg
- Königin Anne-Marie (* 30. August 1946), ⚭ Konstantin II. von Griechenland

## Bedeutung in Dänemark

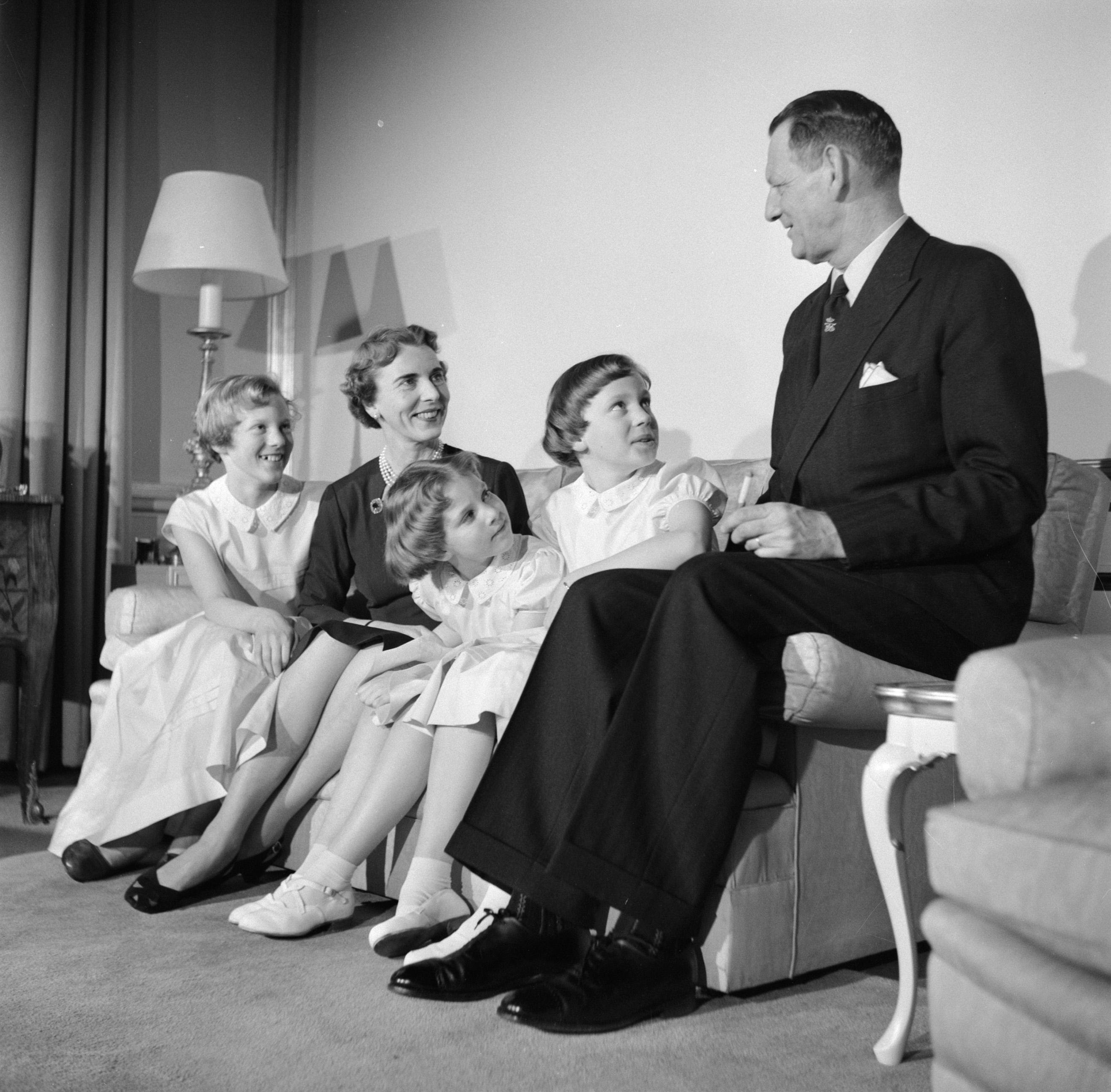
Ingrid und Frederik IX mit ihren drei Töchtern Margrethe, Anne-Marie und Benedikte, 1954

Nach der Hochzeit mit dem späteren dänischen König Frederik IX. strebte Ingrid danach, eine ausgeprägt dänische Königin zu werden: Sie lernte perfekt Dänisch und beschäftigte sich intensiv mit den gesellschaftlichen Verhältnissen in Dänemark. Eine besondere Liebe entwickelte sie für den Landesteil Sønderjylland, wo Ingrid und Frederik ab 1935 die Residenz Schloss Gravenstein unterhielten (dänisch: Gråsten Slot).
Als Königin ab 1947 nahm sie grundsätzlich an allen Staatsbesuchen ihres Mannes teil sowie an den zahlreichen Reisen nach Grönland und auf die Färöer.
Ingrid gelang es, traditionelle repräsentative Pflichten zu erfüllen und gleichzeitig als moderne Frau aufzutreten. Sie befürwortete die weibliche Thronfolge und bereitete ihre Tochter Margrethe auf ihre spätere Rolle als Königin vor. Dass sich so viele Dänen bei der Volksabstimmung von 1953 für die weibliche Thronfolge aussprachen, wird auch darauf zurückgeführt, dass Ingrid die Rolle einer Königin an der Seite ihres Mannes mit viel Charme und Talent ausfüllte.
Neben zahlreichen sozialen Projekten galt ihr großes Interesse Kunst, Kultur und Architektur. Sie arbeitete daran mit, Schloss Fredensborg bei der Renovierung in seinen ursprünglichen Zustand zurückzuversetzen und die Parkanlagen von Fredensborg und Gravenstein zu Gartenkunstwerken umzuformen.

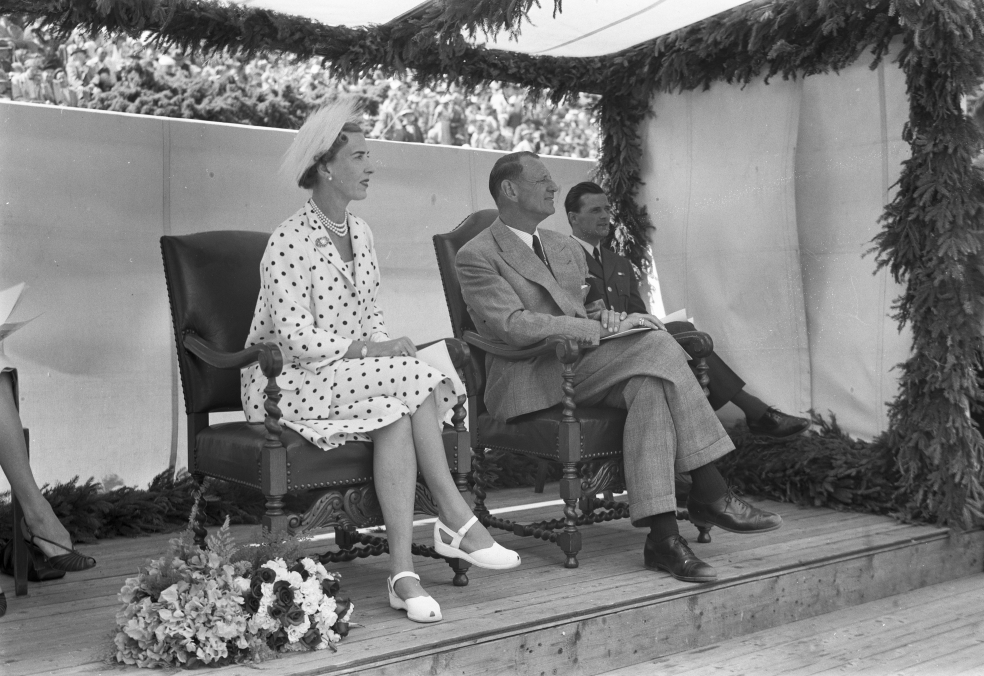
Königin Ingrid und König Frederik IX. in den 1950er Jahren

In der Zeit der deutschen Besatzung in Dänemark ermutigte Ingrid ihren Schwiegervater König Christian X., seine täglichen Ausritte durch Kopenhagen fortzusetzen, die in den ersten Kriegsjahren zu einem wichtigen nationalen Symbol wurden. Ein weiterer Akt der Solidarität mit der notleidenden Bevölkerung bestand darin, dass Ingrid und ihr Mann während des Krieges vom Wagen auf das Fahrrad umstiegen, was auch ihre Modernität unterstrich. Die Geburt ihres ersten Kindes Margrethe 1940 wurde zu einem weiteren wichtigen Symbol, das in der dunklen Kriegszeit nationale Identität stiftete.
Nach dem Tod ihres Mannes 1972 lebte Ingrid noch 28 Jahre als Witwe auf Schloss Gravenstein, im Palais Brockdorff auf Schloss Amalienborg in Kopenhagen und auf Schloss Fredensborg. Während dieser Zeit nahm sie noch repräsentative Pflichten wahr und setzte vor allem ihr umfangreiches Engagement in sozialen Organisationen fort.
Als Königin Ingrid am 7. November 2000 auf Schloss Fredensborg verstarb, waren ihre drei Töchter sowie ihre zehn Enkel dort versammelt. Beigesetzt wurde sie in der königlichen Gruft im Dom zu Roskilde bei Kopenhagen.

## Vorfahren
| Ahnentafel von Ingrid von Schweden | Ahnentafel von Ingrid von Schweden                                                              | Ahnentafel von Ingrid von Schweden                                                             | Ahnentafel von Ingrid von Schweden                                                                                      | Ahnentafel von Ingrid von Schweden                                                              | Ahnentafel von Ingrid von Schweden                                                                                       | Ahnentafel von Ingrid von Schweden                                                                                                | Ahnentafel von Ingrid von Schweden                                                                                   | Ahnentafel von Ingrid von Schweden                                                                                   |
| ---------------------------------- | ----------------------------------------------------------------------------------------------- | ---------------------------------------------------------------------------------------------- | --- | ----------------------------------------------------------------------------------------------- | --- | --- | --- | --- |
| Ururgroßeltern                     | König Oskar I. (1799–1859) ⚭ 1823 Prinzessin Josephine Beauharnais von Leuchtenberg (1807–1876) | Herzog Wilhelm I. von Nassau (1792–1839) ⚭ 1829 Prinzessin Pauline von Württemberg (1810–1856) | Großherzog Leopold von Baden (1790–1852) ⚭ 1819 Prinzessin Sophie Wilhelmine von Schleswig-Holstein-Gottorf (1801–1865) | Kaiser Wilhelm I. (1797–1888) ⚭ 1829 Prinzessin Augusta von Sachsen-Weimar-Eisenach (1811–1890) | Herzog Ernst I. von Sachsen-Coburg und Gotha (1784–1844) ⚭ 1817 Prinzessin Luise von Sachsen-Gotha-Altenburg (1800–1831) | Prinz Edward Augustus, Duke of Kent and Strathearn (1767–1820) ⚭ 1818 Prinzessin Victoire von Sachsen-Coburg-Saalfeld (1786–1861) | Prinz Carl von Preußen (1801–1883) ⚭ 1827 Prinzessin Marie von Sachsen-Weimar-Eisenach (1808–1877)                   | Herzog Leopold IV. von Anhalt-Dessau (1794–1871) ⚭ 1818 Prinzessin Friederike von Preußen (1796–1850)                |
| Urgroßeltern                       | König Oskar II. (1829–1907) ⚭ 1857 Prinzessin Sophia von Nassau (1836–1913)                     | König Oskar II. (1829–1907) ⚭ 1857 Prinzessin Sophia von Nassau (1836–1913)                    | Großherzog Friedrich I. von Baden (1826–1907) ⚭ 1856 Prinzessin Luise von Preußen (1838–1923)                           | Großherzog Friedrich I. von Baden (1826–1907) ⚭ 1856 Prinzessin Luise von Preußen (1838–1923)   | Prinz Albert von Sachsen-Coburg und Gotha (1819–1861) ⚭ 1840 Königin Victoria von Großbritannien und Irland (1819–1901)  | Prinz Albert von Sachsen-Coburg und Gotha (1819–1861) ⚭ 1840 Königin Victoria von Großbritannien und Irland (1819–1901)           | Prinz Friedrich Karl Nikolaus von Preußen (1828–1885) ⚭ 1854 Prinzessin Maria Anna von Anhalt-Dessau (1837–1906)     | Prinz Friedrich Karl Nikolaus von Preußen (1828–1885) ⚭ 1854 Prinzessin Maria Anna von Anhalt-Dessau (1837–1906)     |
| Großeltern                         | König Gustav V. (1858–1950) ⚭ 1881 Prinzessin Viktoria von Baden (1862–1930)                    | König Gustav V. (1858–1950) ⚭ 1881 Prinzessin Viktoria von Baden (1862–1930)                   | König Gustav V. (1858–1950) ⚭ 1881 Prinzessin Viktoria von Baden (1862–1930)                                            | König Gustav V. (1858–1950) ⚭ 1881 Prinzessin Viktoria von Baden (1862–1930)                    | Prinz Arthur, Duke of Connaught and Strathearn (1850–1942) ⚭ 1879 Prinzessin Luise Margareta von Preußen (1860–1917)     | Prinz Arthur, Duke of Connaught and Strathearn (1850–1942) ⚭ 1879 Prinzessin Luise Margareta von Preußen (1860–1917)              | Prinz Arthur, Duke of Connaught and Strathearn (1850–1942) ⚭ 1879 Prinzessin Luise Margareta von Preußen (1860–1917) | Prinz Arthur, Duke of Connaught and Strathearn (1850–1942) ⚭ 1879 Prinzessin Luise Margareta von Preußen (1860–1917) |
| Eltern                             | König Gustav VI. Adolf (1882–1973) ⚭ 1905 Prinzessin Margaret of Connaught (1882–1920)          | König Gustav VI. Adolf (1882–1973) ⚭ 1905 Prinzessin Margaret of Connaught (1882–1920)         | König Gustav VI. Adolf (1882–1973) ⚭ 1905 Prinzessin Margaret of Connaught (1882–1920)                                  | König Gustav VI. Adolf (1882–1973) ⚭ 1905 Prinzessin Margaret of Connaught (1882–1920)          | König Gustav VI. Adolf (1882–1973) ⚭ 1905 Prinzessin Margaret of Connaught (1882–1920)                                   | König Gustav VI. Adolf (1882–1973) ⚭ 1905 Prinzessin Margaret of Connaught (1882–1920)                                            | König Gustav VI. Adolf (1882–1973) ⚭ 1905 Prinzessin Margaret of Connaught (1882–1920)                               | König Gustav VI. Adolf (1882–1973) ⚭ 1905 Prinzessin Margaret of Connaught (1882–1920)                               |
| Ingrid von Schweden                |                                                                                                 |                                                                                                | |                                                                                                 | | | | |